# محوطه امامزاده سه برادران
محوطه امامزاده سه برادران مربوط به دوران‌های تاریخی پس از اسلام است و در شهرستان ملکان، بخش مرکزی، دهستان گاودول غربی، روستای مبارک‌آباد واقع شده و این اثر در تاریخ ۲۷ بهمن ۱۳۸۷ با شمارهٔ ثبت ۲۴۶۸۵ به‌عنوان یکی از آثار ملی ایران به ثبت رسیده است.